# Polen op het Eurovisiesongfestival 2025
Polen neemt deel aan het Eurovisiesongfestival 2025 in Bazel, Zwitserland. TVP is verantwoordelijk voor de Poolse bijdrage voor de editie van 2025.

## Selectieprocedure

### Wielki finał polskich kwalifikacji
Wielki finał polskich kwalifikacji (De grote finale van de Poolse kwalificaties) werd gekozen als nationale finale voor Polen. 224 deelnemers meldden zich aan bij de TVP. Een selectiecomité koos 11 deelnemers. Onder de deelnemers zat ook Sara James, maar zij trok zich later terug. De finale vond plaats op 14 februari 2025 in het TVP Hoofdkwartier in Warschau. 
In de finale won Justyna Steczkowska met 31.574 stemmen.

## In Bazel
Justyna trad op in de eerste halve finale op 13 mei 2025. Ze kreeg voldoende stemmen en plaatste zich voor de grote finale. Daar trad ze aan als 15de act na Italië en voor Duitsland. 
1994 · 1995 · 1996 · 1997 · 1998 · 1999 · 2000 · 2001 · 2002 · 2003 · 2004 · 2005 · 2006 · 2007 · 2008 · 2009 · 2010 · 2011 · 2012-2013 · 2014 · 2015 · 2016 · 2017 · 2018 · 2019 · 2020 · 2021 · 2022 · 2023 · 2024 · 2025
Albanië · Armenië · Australië · Azerbeidzjan · België · Cyprus · Denemarken · Duitsland · Estland · Finland · Frankrijk · Georgië · Griekenland · Ierland · IJsland · Israël · Italië · Kroatië · Letland · Litouwen · Luxemburg · Malta · Montenegro · Nederland · Noorwegen · Oekraïne · Oostenrijk · Polen · Portugal · San Marino · Servië · Slovenië · Spanje · Tsjechië · Verenigd Koninkrijk · Zweden · Zwitserland